# Just Cause Y'all Waited 2
Just Cause Y'all Waited 2 è il quinto album in studio del rapper statunitense Lil Durk, pubblicato nel 2020.

## Tracce
1. Different Meaning – 2:31
2. Street Affection – 2:45
3. 3 Headed Goat (featuring Lil Baby & Polo G) – 2:50
4. All Love – 3:09
5. Gucci Gucci (featuring Gunna) – 2:49
6. Viral Moment – 3:12
7. 248 – 2:36
8. Triflin' Hoes – 2:24
9. Internet Sensation – 2:06
10. Street Prayer – 2:39
11. Chiraq Demons (featuring G Herbo) – 2:54
12. Doing Too Much – 1:42
13. Broke Up in Miami – 2:29
14. Turn Myself In – 3:12
15. Fabricated – 2:33

Tracce Edizione Deluxe
1. Pass the Water – 2:00
2. Denied in UK – 2:21
3. Support You – 2:09
4. When We Shoot – 2:58
5. Where They Go – 2:44
6. Watch Yo Homie – 2:31
7. Outro – 1:56